# Guillermo Lobo
Guillermo Eugenio Lobo (Volcán, Jujuy, Argentina; 1 de septiembre de 1969) es un locutor y periodista argentino especializado en temas científicos, médicos y ambientales.

## Educación
Se formó en el Instituto Superior de Enseñanza Radiofónica y obtuvo un posgrado en comunicación científica, médica y ambiental en la Universidad Pompeu Fabra de Barcelona.

## Comienzos
Dio sus primeros pasos en comunicación como locutor de flashes informativos en FM Unión, de San Isidro, e integró el equipo de noticias de Melodía FM 90.5 y FM SÍ, ambas de la misma localidad.

## Labor como periodista
Guillermo desembarcó en Artear en 1993, en los inicios de la señal televisiva Todo Noticias. Al poco tiempo de ingresar al canal, le ofrecen la conducción y producción del galardonado programa TN CIENCIA, uno de los ciclos más prestigiosos y premiados de la comunicación científica en medios masivos. Condujo de 2003 a 2016, el segmento "TN de 9 a 12" junto a Florencia Etcheves. Fue desarrollándose como profesional y creciendo dentro del multimedio y hoy conduce el noticiero central de la mañana, TN de 10 a 13, junto a la periodista Lorena Maciel. Además, dirige la sección TN Con Bienestar, de TN.com.ar. Trabaja como productor ejecutivo de TN, Telenoche, Notitrece, El Trece, Arriba Argentinos y TN.com.ar. También es productor asociado para web y cable de la sección TN RUNNING para tn.com.ar y sus redes.  
Desde 2015, es conductor y productor asociado al programa "La Boca del Lobo" por AM 1110 Radio de la Ciudad.

## Trayectoria

#### 1999 - 2004
Luego de haber desempeñado su rol como conductor a lo largo de seis años en el canal de noticias TN, es en 1999 en el que recibe su primer Martín Fierro por su labor periodística en TN Ciencia. Años más tarde (2004) recibe su segundo premio Martín Fierro como Labor conducción masculina, premio por el cual competía con otros referentes del periodismo como Chiche Gelblung.

#### 2005 - 2011
Guillermo también tuvo la oportunidad de ser jurado en su provincia natal, Jujuy, para el premio Nacional de los Estudiantes en 2005. Una actividad muy especial para él, ya que su madre participó y fue elegida años atrás.
En 2006 lo entrevistó el diario santafesino El Litoral por ser un referente de su sector con motivo de celebrarse el Día del Periodista. Luego de la entrevista inauguró una placa en memoria de Hugo Vallejos, socio fundador de la Asociación de Periodistas de Corrientes y uno de los principales propulsores.
El ministro de Salud, Mario Fiad, encabezó la conferencia “Comunicación y salud. Desafíos del siglo XXI”, la cual se desarrolló en instalaciones del consejo médico de Jujuy y estuvo a cargo de Guillermo. El ministro ponderó su rol para encabezar la jornada y valoró su aporte profesional ante los presentes. “Estamos en un proceso de transparencia de la información, tenemos una política de puertas abiertas que ponemos siempre a disposición de la comunidad todos los datos útiles para que la gente conozca y sepa cómo trabaja y los beneficios que el gobierno provincial le puede ofrecer”.
Durante 2007 además de seguir trabajando para la emisión periodística de TN noticias, participó en un congreso del Instituto de Tecnología ORT organizando el panel de relevante actualidad científico tecnológica: “Últimos avances en Biotecnología, Nanotecnología y Sistemas”. Al mismo tiempo participó del curso de capacitación para optimizar la imagen y el estilo comunicativo de los profesionales de la salud para la Asociación de Médicos Municipales de la Ciudad Autónoma de Buenos Aires. Además participó como jurado para el Premio Nacional al Periodismo Científico. En 2008 fue uno de los invitados a las Jornadas de Periodismo Científico de la Universidad Católica Argentina y el Laboratorio BMS.
En 2009 Andy Kusnetzoff lo entrevistó por su labor como profesor del Diploma de postgrado en Comunicación Científica, Médica y Ambiental impartido en Argentina, junto a Daniel Vitali, representante del IDEC-Universitat Pompeu Fabra en Buenos Aires, tras el éxito con el que se han llevado a cabo las primeras dos ediciones del Diploma de posgrado.
Ese mismo año se lo reconoció como uno de los más reconocidos periodistas dedicados a la divulgación científica. Fue en Jujuy, su provincia natal, donde recibió una doble distinción. Por un lado, se le otorgó el premio al “Periodismo Responsable e Independiente” en el marco del “VI Congreso Argentino de Suicidologia y Salud Mental”, siendo la primera vez que se realizó un evento de esta naturaleza en la provincia norteña y en donde presentó su intervención: “Influencia de los Medios de Comunicación” junto a otros panelistas.
Fue Codirector del Posgrado en Comunicación Científica Médica y Ambiental de la Universitat Pompeu Fabra de Barcelona dictado en Buenos Aires en asociación con la Fundación Leloir hasta el año 2012.

#### 2012 - Actualidad
En 2012 fue entrevistado por la revista “Vivir bien la vida”, en donde contó su experiencia con el manejo de información sobre diabetes en internet y destaca la cantidad de opciones que hay para informarse en la web. Además tuvo la oportunidad de narrar en el planetario Galileo Galilei la presentación de “Viaje a las Estrellas”, un show astronómico creado por astrofísicos y expertos estadounidenses. La misma se realizó luego de una total renovación tecnológica del mismo.
En 2013 la Asociación de profesionales del Hospital Zubizarreta invitó al periodista a desarrollar la conferencia de “Periodismo médico y salud-Importancia de la ética en la comunicación de los avances científicos” en el marco de las XXXI Jornadas Científicas. Durante la conferencia se proyectó un video que reflejaba la trayectoria del periodista invitado, Guillermo Lobo, el cual describe su recorrida por lugares inhóspitos, y su visita a diferentes laboratorios donde se encontraba con médicos y científicos de prestigio internacional.
En 2016 dictó un taller de actualización en ciencia, tecnología y salud en la Universidad Nacional de Salta. El evento fue declarado de Interés Municipal por el Concejo Deliberante, valorando la formación otorgada a estudiantes, egresados y periodistas sobre las nuevas tendencias en periodismo y comunicación científica médica.
La Asociación de Entidades Educativas Privadas honró a la web Conbienestar.com (sección de salud de TN.com.ar) y a Guillermo por la divulgación sobre salud y ciencia. “Este año, entre los galardonados se encuentran por un lado la web, la cual recibió una mención de honor; y por otro lado, el periodista y productor responsable de la sección, Guillermo Lobo, quien recibió un premio a la Comunicación en Salud.
En 2020 tras la pandemia de COVID-19, Guillermo moderó un encuentro virtual con los infectólogos Isabel Casetti y Roberto Debbag, integrantes del Consejo Consultivo en Salud de Todo Noticias. Con participación activa de la gente, Guillermo Lobo invitó en esta primera experiencia virtual a la doctora Isabel Casetti, médica infectóloga, miembro del Comité Asesor del Programa Nacional de Sida y Enfermedades de Transmisión Sexual (ETS) del Ministerio de Salud; y al doctor Roberto Debbag, médico infectólogo del Hospital Garrahan, vicepresidente de la Sociedad Latinoamericana de Infectología Pediátrica.
En septiembre del mismo año, salió al aire Arriba argentinos el noticiero matutino que emite por Canal 13, en el que cuál fue el conductor invitado.[cita requerida]
Es Cofundador del Consejo Consultivo de Salud TN/ARTEAR para la cobertura de la crisis del COVID-19 y otra crisis sanitarias (una idea pionera en los medios de habla hispana).
Actualmente el periodista Guillermo Lobo continúa su labor periodística en el canal de cable Todo Noticias.[cita requerida]

## Premios

### En periodismo
- Martín Fierro, 1999
- Martín Fierro, Noticiero 2014.
- 2009 - Premio UBA - 2º lugar en el rubro Divulgación Científica por el programa TN Ciencia  (enlace roto disponible en Internet Archive; véase el historial, la primera versión y la última). [cita requerida]- "La lucha contra el dengue".[19]
- Ganador Mención de Honor, FUNDTV 20 Años, Todo Noticias - 2014.[20]
- 2009 - Martín Fierro de cable, en el rubro cultural - educativo por el programa TN Ciencia[21]
- Excelencia en Medios de Comunicación Social 2016 Asociación de Entidades Educativas Privadas Argentinas (ADEEPRA).[cita requerida]
- Diploma “Vecino Destacado” en su pueblo natal Volcán
- Diploma “Ciudadano Destacado” de la Provincia de Jujuy
- Premio San Salvador[22]

### En medicina
- Premio a la excelencia de  Barón, 1998.[23]
- Premio del Instituto Argentino de Diagnóstico y Tratamiento por su labor en la  difusión de temas de salud e investigación en medios masivos, 2006.[24]
- Premio Sociedad Argentina de Nutrición (SAC).[cita requerida]
- Premio APSAL (2015) Comunicadores Destacados, Periodismo científico audiovisual responsable – ARTEAR.
- Premio APSAL (2016) La Asociación Profesionales de Salud y Alimentos Con Bienestar (Guillermo Lobo / TN) Periodismo en Salud y Ciencia.

## Controversias
En 2008 publicó como "...un diálogo obtenido a partir de la primera desgrabación de la caja negra." un supuesto diálogo entre los pilotos del vuelo de Spanair 5022 que se estrelló en Barajas, lo cual resultó ser una recreación de lo que pudo pasar en la cabina, sin fuentes ni transcripciones de la caja negra. En 2008 el diario El Mundo publicó que el Ministerio de Fomento informaría al fiscal general del Estado para que investigue si pudiera ser constitutiva de delito. Lobo explicó a El Mundo: "Yo llamé a dos comandantes de MD82 y con las pocas palabras que teníamos me ayudaron a reconstruir cómo había sido esa conversación".
En diciembre de 2016, Nadia Dagnino denunció por escrito y dio detalles de cómo supuestamente fue abusada cuando tenía entre los 6 y 7 años, en 1987, por los Lobo y su hermano, y luego acosada a los 16 años por Guillermo. A pesar del tiempo trascurrido la denuncia fue tomada por la Procuraduría General de San Isidro aunque, dado que la causa ya habría prescripto, el periodista fue sobreseído. La abogada de la denunciante declaró que hubo más chicas abusadas en la casa de Guillermo Lobo. El periodista desmintió la denuncia y señaló "Es una acusación falsa y espantosa, impulsada por una abogada ligada a Quebracho". "A nosotros nos amenazan todo el tiempo los de Quebracho; esto es un apriete". Lobo recalcó en varias oportunidades que fue sobreseído en septiembre por la Justicia de San Isidro y dio a conocer extractos de la documentación judicial que acredita esa decisión. "La Justicia anuló por completo la denuncia. Mis abogados tomaron cartas en el asunto que me causa profunda tristeza e impotencia por el daño a mis hijos y mi familia", sostuvo Lobo, que no descartaría iniciar acciones legales. Y concluyó que la denunciante "asegura que fue algo ocurrido hace 30 años. Y admiten que la fiscal (de trayectoria indubitable) no creyó nada de toda esta falsedad".